# Georgia Cayvan
Georgie Eva Cayvan (22 de agosto de 1857 - 19 de noviembre de 1906) fue una actriz de teatro estadounidense que se hizo popular durante la última década del siglo XIX.

## Primeros años
Georgia Cayvan nació en Bath (Maine) en 1857. Cayvan asistió y se graduó en la Escuela Emerson. En sus inicios, Cayvan ganaba dinero trabajando como adivina profesional. Ella sabía cómo era actuar y llevaba a sus personajes con un buen término en el humor y con sus ojos expresivos.

## Carrera
En 1879, Cayvan aceptó interpretar a Hebe en H.M.S. Pinafore con la compañía Boston Ideal Opera Company. En ese momento, Cayvan era miembro del Teatro Union Square. En 1881, Cayvan apareció en la obra Hazel Kirke en el Teatro Madison Square en la ciudad de Nueva York. Donde interpretó el papel de Dolly Dutton. En ese mismo año, Cayvan interpretó una variedad de papeles de heroína en una compañía abundante que estaba especializada en comedias y dramas, entre sus obras se encuentran The Professor (1881); The White Slave (1882); Siberia (1883); May Blossom (1884); The Wife (1887); The Charity Ball (1889); y Squire Kate (1892). Cayvan también apareció en "Oedipus Rex" en el Teatro de Boston.
Cayvan también trabajo con el Teatro Booth en la ciudad de Nueva York. Cayvan actuó en The White Slave y interpretó a Laura en "The Romany Rye". También interpretó a Marcelle en la obra "A Parisian Romance" en la compañía Union Square. Cayvan tuvo éxito tras participar en las primeras escenas en la obra "La Belle Russe" de David Belasco. También trabajó en un corto tiempo con Dion Boucicault.
En 1893, Cayvan se convirtió en una de las primeras personas en usar vestidos con cristales. Sin embargo, el vestido estaba muy frágil para ser práctico. Por lo que se exhibió a la Exposición Mundial Colombina en el Mundo en la Feria Mundial de Chicago en 1893. Un artículo de la revista The New York Times predijo que los vestidos con vidrio se convertirían en la "nueva moda". Se señalaba que el primer vestido para Cayvan era para una actuación en "American Abroad". El vestido fue fabricado por la Compañía Libbey Glass. La autora Amelia Ransome Neville relató en su libro que tuvo la oportunidad de ver a Cayvan con un vestido con plásticos reforzados con vidrios que fue diseñado por Edward Libbey. También señala que Cayvan usó ese vestido para actuar en The Charity Ball.
En 1886, Cayvan fue contratada por Daniel Frohman, lo que hizo que se convirtiera en una de las actrices más famosas del Teatro Lyceum en Nueva York. Cayvan realizó una gira con su propia compañía (junto con Lionel Barrymore) alrededor de 1896. En marzo de 1897, Cayvan actuó junto con su compañía en El Paso, Texas en una producción de "Squire Kate". Cayvan estuvo involucrada en un caso debido a un divorcio de una mujer. Sin embargo, Cayvan se quedó totalmente exonerada después de haberse defendido. Ella recibió mucho apoyo por varias mujeres.

## Muerte
Después de recibir una operación en 1892, su salud empezó a fallar. En 1900, Cayvan se retiró del mundo de la actuación debido a su mala salud, Cayvan murió en 1906 debido a una enfermedad, está enterrada en el  cementerio de Newton, Newton Massachusetts.

## Referencias

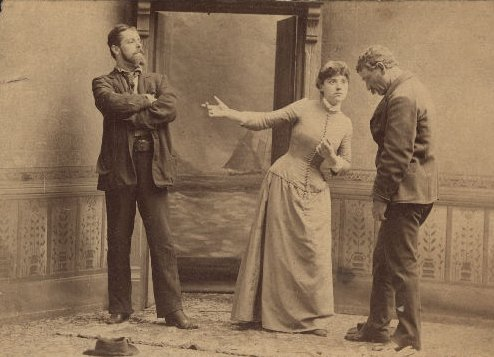
Georgia Cayvan en "May Blossom", 1884. Fotografía de Rockwood.